# Wolf Biermann
Karl Wolf Biermann (15 de novembre de 1936, Hamburg) és un dissident de l'Alemanya Oriental que actualment treballa com a cantautor alemany.

## Obres
- Wolf Biermann zu Gast bei Wolfgang Neuss (LP, 1965)
- Wolf Biermann: "Chauseestrasse 131" (LP, 1969): probablement un dels seus èxits més notables, enregistrat a casa seva al Berlín-est, publicat a l'oest. Amb l'equip d'enregistrament que tenia a casa, es poden sentir soroll del carrer. Els textos alemanys són molt sarcàstics, irònics, i una important incidència. El LP va ser enregistrat amb un equip passat a l'oest de contraban i el títol de l'àlbum és l'adreça d'on vivia en aquells moments, donant a conèixer a la policia on vivia exactament aleshores.
- Wolf Biermann: "aah-ja!" (LP, 1974)